# ماك مين
ماك مين (بالإنجليزية: Mack Maine) هو مغني أمريكي، ولد في 28 يوليو 1982 في نيو أورلينز في الولايات المتحدة.

## وصلات خارجية
- ماك مين على موقع ميوزك برينز (الإنجليزية)
- ماك مين على موقع ميوزك برينز (الإنجليزية)
- ماك مين على موقع أول ميوزيك (الإنجليزية)
- ماك مين على موقع أول ميوزيك (الإنجليزية)
- ماك مين على موقع ديسكوغز (الإنجليزية)
- ماك مين على موقع ديسكوغز (الإنجليزية)